# Елгер II фон Хонщайн
Елгер II фон Хонщайн (на немски: Elger II von Honstein; (Adalger III); на латински: Edilgerus comes de Honstein et filius eius Edilgerus; * ок. 1160; † 16 септември 1219) е граф на Хонщайн в Харц (1190 – 1219).
Той е син на Аделгер/Елгер I фон Илфелд-Хонщайн († 13 януари 1190), граф на Илфелд (1174 – 1188) и Хонщайн (1182 – 1190), и първата му съпругата Бертрада фон Хонщайн, дъщеря на Конрад фон Хонщайн († 1145) и първата му съпруга, или на втората му съпруга Литруда/Лутрадис фон Хонщайн (* ок. 1135; † 13 ноември), дъщеря на граф Хезико фон Баленщет-Орламюнде и съпругата му Райнвег фон Хонщайн († ок. 1180/1190), полусестра на Бертрада фон Хонщайн. Майка му е внучка на граф Берингер фон Зангерхаузен († 1110) и Бертрада фон Ветин († 1145), дъщеря на граф Конрад фон Ветин († сл. 1040) и Отехилдис фон Катленбург. Внук е на граф Аделгер фон Илфелд († сл. 18 февруари 1128). Брат е на Фридрих фон Хонщайн († 1201?). Потомък е на граф Лудвиг I Брадати фон Шауенбург († 1055/1080) и Цецилия фон Зангерхаузен.
Чрез женитба родът получава замък Хонщайн. Ок. 1180 г. баща му Аделгер фон Илфелд се мести в съседния замък Хонщайн и ок. 1189 г. малкият замък Илфелд е изоставен. Неговите камъни се употребяват 1189 г. от баща му и майка му за строежа на основания от тях манастир Илфелд. Родът Хонщайн управлява в множество графства и изчезва през 1593 г.
Елгер II фон Хонщайн умира на 16 септември 1219 г. и е погребан в Илфелд.

## Фамилия
Елгер II фон Хонщайн се жени за бургграфиня Ода фон Магдебург (* ок. 1170 в Магдебург; † сл. 8 юли 1234), дъщеря на бургграф Бурхард II фон Магдебург († 1177/1178)) и Матилда фон Глайхен († сл. 1200). Те имат седем деца:
- Дитрих I фон Хонщайн (* ок. 1192 в Хонщайн; † 23 юли 1249), граф на Хонщайн, женен пр. 1231 г. за графиня Хедвиг фон Ветин-Брена (* ок. 1209; † сл. 1264), дъщеря на граф Фридрих II фон Брена и Ветин († 1221, Акре, Палестина) и Юдит фон Цигенхайм († 1220)
- Хайнрих I фон Хонщайн (* пр. 1209; † сл. 1249), в Тевтонския свещен орден
- Елгер фон Хонщайн († 14 октомври 1242), приор в „Св. Симон и Юда“ в Гослар (1220 – 1226), приор в Айзенах (1236 – 1242). Той умира вер. във Франкфурт на Майн. Погребан в Айзенах.
- Елгер фон Хонщайн Млади († 15 ноември 1237 в Париж), суб-дякон в „Св. Бонифациус“ в Халберщат (1217)
- Лутрада/Лутрадис фон Хонщайн († сл. 1230), абатиса на Дрюбек (1211/1230).
- дъщеря († сл. 1248), монахиня в Рер (1248)
- Бертрада/Бертрадис фон Хонщайн († сл. 1268), омъжена за граф Бадерих фон Белтиц († сл. 1248)